# 泽莫纳克斯
泽莫纳克斯 (希臘語：Δημώναξ, Dēmōnax；大约公元70年-公元170年) 是一位希腊犬儒学派哲学家，他出生在塞浦路斯，后迁至雅典，在那里他的智慧及平息争端的能力赢得了市民的钦佩。泽莫纳克斯曾是琉善老师，在他死后，雅典人为他举办了一场隆重公开的葬礼。

## 生平
目前有关泽莫纳克斯的唯一来源，只是琉善所撰写的《泽莫纳克斯的一生》。相比于对声名狼藉的犬儒主义者的痛斥，琉善在书中热情地赞扬了泽莫纳克斯，但同时代任何作家都没有提到过他，只有五世纪的尤纳皮乌斯在其著作中曾提到过他，不过他也是从琉善的书中才了解到泽莫纳克斯。因此，泽莫纳克斯有可能是琉善创作出的一个人物。然而，在晚期作家们编纂的文集中却发现了一些琉善著作中没有记载的泽莫纳克斯话语。 
泽莫纳克斯出生在公元70年塞浦路斯一户望族家庭，因自幼热爱哲学而成为了一名哲学家。他曾受教于当时最好的老师，如阿迦色布卢斯(阿迦色布卢斯)、德米特里厄斯（Demetrius）和爱比克泰德等。后来到了雅典，起初他似乎得罪了到地公民，但最终他刚毅的性格受到了人们的尊敬：
对美好事物本能的冲动，一种与生俱来的哲学渴望，在童年时代就表现出来，他把自己的特长归之为常人对一切事物的追求。他将独立和坦率他作为指导原则，过着正派、健康、无可指责的生活，通过言行向所有人展现自己的性格和哲学诚意。
他被描述为一位和平缔造者，能使夫妻和谐、兄弟相睦。琉善将他比作苏格拉底和第欧根尼。当泽莫纳克斯被问到所喜欢的哲学家时，他这样回答：“我钦佩他们所有的人，我敬仰苏格拉底、尊崇第欧根尼、爱戴阿瑞斯提普斯”。
泽莫纳克斯曾被问及为什么从不祭奉雅典娜，他回答道，“他没有给雅典娜献祭，是因为她不愿意要他的祭品”。同样，他也避开厄琉息斯秘仪入会仪式，他说，“如果秘仪是件坏事，任何人都不该入会，如果秘仪是件好事，则就应该向大家公开”。
显然他活到将近一百岁，当时的雅典人都非常喜爱他：
尽管他不是一位雅典人，但整个希腊都敬爱他，当他路过时，要人们都会纷纷侧立让道。在他漫长的生命行将结束时，他自己走进第一所提供给他的屋子中，里面安排有他的晚餐和床，家人将这视作是能给他们带来祝福的天堂之旅。当人们看见他经过时，面包师的妻子们争相赞誉他，一位幸福的女人是真正的捐助者。孩子们也习惯称他为父，并为他献上水果。
据说他是自己断食而亡（公元170年），雅典人为他举行了一场隆重的葬礼。
月球上的泽莫纳克斯环形山就是以他的名字命名的。泽莫纳克斯也是一种天牛属甲虫，部分特征是其触角上有一些棘刺。

## 琉善的《泽莫纳克斯的一生》
为了显示泽莫纳克斯的机智，琉善所描写泽莫纳克斯的大部分内容充满了他精辟的语录。通常有关哲学家、尤其是犬儒学派哲学家的一则则轶事（被称为“奇莱娅”），都展示了他们的个性和才智： 
他有一次曾在冬季乘船出海，一位朋友问他是否担心会翻船成为鱼儿的食物，“不管它们曾给过我多少，而我决不会考虑给它们一顿饭”。
一位口才极差的雄辩家曾向他讨教，“为什么，我总是只能对着自己练习”那人说，“啊，这说明你已经习惯了那样的傻瓜听众”。
曾有人问他，你认为谁才是真正快乐的人，他答道：“真正快乐的人是自由之人，我说的那种既不冀求也不担心一切的人”。

## 备注
1. ↑  Lucian, Fugitivi, 16; De Morte Peregrini, 3.
2. ↑  Eunapius, Lives of the Sophists, 454
3. ↑  Mullach, F. W. A. Fragmenta Philosophorum Graecorum (Paris, 1867) lists 16 sayings of Demonax which are found in Stobaeus; John of Damascus; and the Loci Communes of the Byzantine monks "Maximus and Antonius"
4. ↑  Dudley, D., A History of Cynicism, page 159. Methuen. (1937)
5. 1 2 3  Lucian, Demonax, 3
6. 1 2  Lucian, Demonax, 11
7. ↑  Lucian, Demonax, 9
8. ↑  Lucian, Demonax, 5
9. ↑  Lucian, Demonax, 62
10. ↑  Lucian, Demonax, 63
11. ↑  Lucian, Demonax, 65
12. ↑  Lucian, Demonax, 66, 67
13. ↑  Lucian, Demonax, 34-35
14. ↑  Lucian, Demonax, 35-36
15. ↑  Lucian, Demonax, 19-20